# Două brigăzi
Două brigăzi (în poloneză Dwie brygady) este un film dramatic realist socialist polonez din 1950. Filmările au fost realizate în orașul Kalisz.

## Rezumat
Polonia populară la sfârșitul anilor 1940. Actorii unui teatru polonez se pregătesc să pună în scenă o piesă realist-socialistă cehoslovacă intitulată Brygada szlifierza Karhana („Brigada șlefuitorului Karhan”). În timp ce majoritatea actorilor din generația veche consideră că un acest repertoriu este necunoscut și greu de înțeles, actorii tineri sunt, dimpotrivă, plini de entuziasm. Aceste două atitudini extreme dau naștere la un conflict artistic. Actorii vechi vor să se joace așa cum jucau înainte, iar cei tineri vor să cunoască viața din fabrică pentru a juca mai realist. Regizorul decide să viziteze, împreună cu actorii, o fabrică din apropiere pentru a cunoaște mai bine subiectul. Se constată astfel că acel conflict generațional între „vechi” și „nou” nu există doar în teatru, ci și în fabrică, unde-i opune pe muncitorii bătrâni și pe muncitorii tineri.
Cu toate acestea, pentru că atât actorii bătrâni, cât și actorii tineri, în ciuda diferențelor dintre ei, sunt fideli ideii piesei și doresc să realizeze un spectacol bun, premiera piesei are un mare succes. Bătrânul actor Borowicz îl interpretează pe scenă pe muncitorul Karhan, adoptând inclusiv felul său caracteristic de comportament și vorbire. La rândul lor, muncitorii bătrâni și tineri din fabrică, invitați la repetiții și la premieră, se regăsesc cu ușurință în personajele piesei, iar spectacolul îi face să-și conștientizeze propriile probleme și să înțeleagă cum ar trebui să muncească mai eficient, trecând peste neînțelegerile dintre ei.

## Distribuție
- Zdzisław Karczewski⁠(d) — regizorul Małecki care-l interpretează pe muncitorul Fikejs
- Kazimierz Opaliński⁠(d) — actorul Jerzy Borowicz care-l interpretează pe muncitorul Franciszek Karhan
- Zygmunt Lalek — muncitorul Walczak
- Hanka Bielicka⁠(d) — actrița Sarnecka care o interpretează pe doamna Karhan
- Danuta Mniewska-Dejmek⁠(d) — actrița Podlewska care o interpretează pe Bożka
- Andrzej Łapicki — actorul Stanisz care-l interpretează pe Lojza
- Tadeusz Łomnicki — actorul Pietrzak care-l interpretează pe Jarka, fiul lui Karhan
- Artur Młodnicki⁠(d) — scenograful Jan Grzelak
- Ludwik Sempoliński⁠(d) — directorul teatrului
- Jerzy Szpunar⁠(d) — Józek Sosnowski
- Marian Wojtczak⁠(d) — Kępa, secretarul organizației de bază⁠(d) (POP) a Partidului Muncitoresc Unit Polonez din fabrică
- Halina Jabłonowska⁠(d)
- Wanda Jakubińska⁠(d) — menajera lui Borowicz
- S Urbaniakowa
- Marek Dąbrowski⁠(d)
- Zbigniew Filus
- B Franc
- Wincenty Łoskot⁠(d)
- T Mrówka
- Czesław Piaskowski⁠(d) — scenograful care realizează decorurile spectacolului
- Janusz Ściwiarski
- Henryk Staszewski⁠(d) — muncitor șlefuitor
- M Wereszczyński
- Leopold Zbucki
- F. și Z. Kilińscy — duet de dansatori
- Tadeusz Sabara⁠(d) (nemenționat)
- Bogusław Sochnacki⁠(d) — actor tânăr (nemenționat)